# حسینیه لرد آسیاب
حسینیه لرد آسیاب مربوط به دوره قاجار است و در یزد، بلوار بسیج، کوچه دوازدهم، محله لرد آسیاب واقع شده و این اثر در تاریخ ۱۸ اسفند ۱۳۸۷ با شمارهٔ ثبت ۲۵۳۶۳ به‌عنوان یکی از آثار ملی ایران به ثبت رسیده است.